# Vein.fm
Vein.fm (ранее известная как Vein, с англ. «Вена») — американская хардкор-панк-группа из Бостона, образованная в 2013 году. Они известны своими частыми турами и выступали с такими группами, как Code Orange и Twitching Tongues, находясь в Европе. В 2017 году группа подписала контракт с Closed Casket Activities, которая выпустит свой первый полноформатный альбом Errorzone, получивший положительные отзывы критиков, и даже вошедший в ранний список Revolver «Лучшие альбомы 2018 года». Альбом также сумел занять 21-е место в чарте альбомов Billboard Hard Rock. В июле 2020 года, после выпуска своего альбома ремиксов, группа объявила, что сменила название на Vein.fm.

## История

### Формирование группы и первое EP (2013—2015)
В 2010 году были представлены их сёстрами вокалист и басист Энтони Дидио и барабанщик Мэтт Вуд на шоу в Хаверхилле, штат Массачусетс. Группа была сформирована в 2013 году в районе долины Мерримак в штате Массачусетс гитаристом Джошем Баттсом, гитаристом Джереми Мартином, вокалистом/басистом Энтони ДиДио и барабанщиком Мэттом Вудом. В 2013 году группа выпустила первое демо.
Группа отыграла множество местных концертов в районе Большого Бостона и начала набирать обороты. Затем 4 июня 2015 года группа самостоятельно выпустила свой дебютный EP Terrors Realm.

### Self-Destructи прорывной успех (2015—2017)
В 2016 году группа предположительно самостоятельно выпустила демо-версию только на физическом носителе для отправки на звукозаписывающие компании. В настоящее время эта демоверсия недоступна в Интернете. 6 января 2017 года они выпустили сплит с металкор- и скримо-группой из Вирджинии .Gif from God.
Позже в том же году Vein подписали контракт с Closed Casket Activity и 15 августа 2017 года переиздали свои песни из сплита в виде EP под названием Self-Destruct. В том же году группа отыграла концерты с Jesus Piece, Code Orange и другими. Это включало выступление на Sound & Fury Fest, а также яркое выступление на фестивале This Is Hardcore 2017 года в Филадельфии.
За этим последовала серия успешных туров, в том числе место в популярном повторяющемся туре Life & Death вместе с No Warning, Backtrack, Twitching Tongues и Higher Power.

### Errorzone(2018—2019)
В начале 2018 года группа получила место в поддержку нескольких громких туров, включая тур по США с Harms Way вместе с Ringworm и Queensway, а также ещё один тур по США в поддержку Code Orange вместе с Twitching Tongues. Этот тур в определённые дни поддерживали Wicca Phase Springs Eternal, Ghostemane, Disembodied, Show Me the Body, Николь Доллангангер и Trail of Lies.
В мае 2018 года группа начала тизерить свой дебютный студийный альбом. 8 мая 2018 года группа выпустила сингл и сопровождала видеоклип на «Virus://Vibrance» и объявила, что их дебютный альбом Errorzone выйдет позже в том же году на лейбле Closed Casket Activity. 24 мая 2018 года группа выпустила сингл «Demise Automation». Последний сингл альбома «Doomtech» был выпущен 5 июня 2018 года. Дебютный альбом группы Errorzone был выпущен 22 июня 2018 года на лейбле Closed Casket Activity. Альбом был спродюсирован Уиллом Путни. Альбом получил высокую оценку как фанатов, так и критиков. Затем группа объявила и отправилась в свой первый полноценный тур по США в качестве хедлайнеров при поддержке Sanction, Fuming Mouth и Judiciary.
9 ноября 2018 года группа представила видеоклип на «Demise Automation» и поддержала тур Every Time I Die, посвященный 20-летию, вместе с Turnstile и Angel Dust. В 2019 году из-за интенсивного использования экспериментального/электронного звука в Errorzone группа наняла диск-жокея Бенно Левина. За этим последовало первое в истории выступление группы в Японии на разогреве у Crossfaith с Injury Reserve и Jin Dogg. Последний тур группы в качестве хедлайнеров в рамках гастрольного цикла Errorzone состоялся в США осенью 2019 года при поддержке Soft Kill и Higher Power с выступлениями c Modern Color, Dead Heat, Silenus и Narrow Head.

### Ремиксовый альбом и смена названия (2020—2021)
В январе 2020 года группа поддержала While She Sleeps и Every Time I Die в туре по Великобритании и ЕС. 28 июля 2020 года группа выпустила сингл и видеоклип под названием «20 seconds: 20 hours», это было частью неожиданного выпуска альбома ремиксов Old Data in a New Machine Vol.1 в тот же день. В альбом ремиксов вошли новый сингл, ремиксы и демо-версии треков с Errorzone, а также ремиксы/перевыпущенные версии трех треков с дебютного EP группы Terrors Realm. Выход альбома ремиксов сопровождался объявлением о смене названия группы.
В ноябре 2021 года группа объявила, что отправится в тур по США весной 2022 года в поддержку Touche Amore вместе с Dogleg с Foxtails и Thirdface. Позже Dogleg был заменен на Militarie Gun из-за распада Dogleg. Позже Foxtails были исключены из тура и заменены на Thirdface.
В декабре 2021 года группа объявила, что возглавит благотворительное шоу Марка Уилана из Fuming Mouth вместе с Buried Dreams, Mizery и High Command.

### This World Is Going to Ruin You(2022-наше время)
4 января 2022 года группа анонсировала свой второй студийный альбом This World Is Going to Ruin You, который должен быть выпущен 4 марта 2022 года на лейбле Nuclear Blast. 5 января группа выпустила новую песню «The Killing Womb». 25 января 2022 года группа выпустила песню «Fear In Non Fiction» с участием Джеффа Рикли из Thursday. 15 февраля 2022 года группа выпустила третий сингл с альбома «Wavery».

## Музыкальный стиль
Vein характеризуют как металкор, маткор, ню-метал, хардкор-панк и ню-металкор. В их звучании были элементы таких музыкальных стилей, как скримо, маткор, драм-н-бейс, ню-метал и также саундтреков к фильмам ужасов и хоррор-игр. На Errorzone, было отмечено звучание с элементами грайндкора, индастриала и ню-метала. Наряду с современниками Portrayal of Guilt и Infant Island, The Washington Post описала их, как дающих «новую жизнь» скримо.
На музыку группы, вероятней всего оказали влияние группы Slipknot, Korn, Converge, Deftones, Botch, Jeromes Dream, Neil Perry, Daughters и саундтрек к Silent Hill 2.

## Участники группы

### Текущие участники
- Энтони ДиДио — ведущий вокал (2013-наше время), бас (2013—2016)
- Мэтт Вуд — ударные (2013-наше время)
- Джереми Мартин — гитара, вокал (2013-наше время)
- Джон Лобуэ — бас, бэк-вокал (2017-наше время)

### Бывшие участники
- Джош Батс — гитара (2013—2021)
- Шон Ватсон — бас (2016—2017)
- Бэнно Левин — семплы, диск-жокей (2019—2022)

## Дискография
Студийные альбомы
- Errorzone (2018, Closed Casket Activities)
- This World Is Going to Ruin You (2022, Closed Casket Activities/Nuclear Blast)

Ремиксовый альбом
- Old Data in a New Machine Vol. 1 (2020, Closed Casket Activities)

Демо-записи и прочие релизы
- Vein (2013, Self-released)
- Terrors Realm (2014, Self-released) (Cassette edition issued by Threat Collective)
- Demo 2016 (2016, Self-released)
- A Release of Excess Flesh split 7-inch with .Gif from God (2016, Zegema Beach/Structures//Agony/Longrail/Dingleberry/Contrition)
- Self-Destruct 7-inch (2017, Closed Casket Activities)
- Vein on Audiotree Live (2018, Audiotree)

Музыкальные видео
- «Virus://Vibrance» (2018, режиссёр Эрик Ричер)
- «Demise Automation» (2018, режиссёр Эрик Ричер)
- «20 seconds: 20 hours» (2020)
- «The Killing Womb» (2022, режиссёр Макс Мур)
- «Wavery» (2022, режиссёр Эрик Ричер)
- «Hellnight» (2022, режиссёр Эрик Ричер)